# مایکوباکتریوم لپره
مایکوباکتریوم لپره یا باسیل هانسن عامل بیماری جذام است. باکتری به صورت باسیل های هوازی، اسید فست و چند شکلی(پلئومورف) است که دارای پوشش مومی منحصربه‌فرد می باشد. از نظر اندازه و شکل شبیه مایکوباکتریوم توبرکلوزیس است. به دلیل پوشش مومی ضخیم، از رنگ آمیزی کربول فوشین به جای رنگ آمیزی گرم استفاده می شود.
این باکتری اولین بار در سال ۱۸۷۳ توسط پزشک نروژی به نام گرهارد هانسن از ضایعات پوستی بیماران مبتلا به جذام کشف شد. باکتری تاکنون در محیط کشت سلولی در شرایط ازمایشگاه کشت داده نشده است. باکتری را در کف پای موش و به تازگی آرمادیلو کشت می دهند زیرا این حیوانات به جذام حساس هستند. باکتری، انگل داخل سلولی اجباری است و فاقد بسیاری از ژن های مورد نیاز برای زنده ماندن به‌طور مستقل است. بنابراین، کشت مایکوباکتریوم لپره بسیار مشکل است.
فاکتورهای بیماریزایی باکتری شامل پوشش مومی و اسیدهای مایکولیک است. مایکوباکتریوم لپره به بسیاری از آنتی بیوتیک ها مقاوم است اما به داپسون حساس است. داپسون در دهه ۱۹۴۰ کشف شد و از آن زمان برای درمان جذام استفاده می شود. سازمان بهداشت جهانی، درمان چند دارویی را برای جذام پیشنهاد می کند که شامل داپسون، ریفامایسین و کلوفازیمین است.